# Campeonato Acriano de Futebol de 2013
O Campeonato Acriano de Futebol de 2013, ou também Campeonato Acriano Chevrolet de 2013 por questões de patrocínio, foi a 86.ª edição da principal divisão do futebol acriano e a 68.ª organizada pela Federação de Futebol do Estado do Acre (FFAC). Teve o Plácido de Castro como campeão e o Rio Branco-AC como o vice-campeão. O Náuas foi rebaixado para a Segunda Divisão da temporada seguinte. Juliano César, do Rio Branco, foi o maior goleador do torneio, com 16 gols.

## Participantes
| Equipe            | Cidade            | No ano anterior                 | Estádio                              | Capacidade | Títulos                                  | Participações |
| ----------------- | ----------------- | ------------------------------- | ------------------------------------ | ---------- | ---------------------------------------- | ------------- |
| Rio Branco        | Rio Branco        | Campeão                         | Arena da Floresta                    | 20.000     | 42 (último em 2012)                      | 68            |
| Atlético          | Rio Branco        | Vice Campeão                    | Arena da Floresta                    | 20.000     | 6 (1952, 1953, 1962-E, 1968, 1987, 1991) | 62            |
| Juventus          | Rio Branco        | Quinto Lugar                    | Arena da Floresta                    | 20.000     | 14 (último em 2009)                      | 42            |
| Plácido de Castro | Plácido de Castro | Quarto Lugar                    | Estádio Municipal José Ferreira Lima | 2.000      | 0 (não possui)                           | 6             |
| Náuas             | Cruzeiro do Sul   | Sétimo Lugar                    | Arena do Juruá                       | 8.000      | 0 (não possui)                           | 6             |
| Alto Acre         | Epitaciolândia    | Oitavo Lugar                    | Estádio Antônio Araújo Lopes         | 6.500      | 0 (não possui)                           | 4             |
| Andirá            | Rio Branco        | Sexto Lugar                     | Arena da Floresta                    | 20.000     | 0 (não possui)                           | 46            |
| Galvez            | Rio Branco        | Campeão da Segunda Divisão 2012 | Florestão                            | 10.000     | 0 (não possui)                           | 1             |

## Regulamento
Na Primeira Fase, os oito clubes jogam entre si em turno e returno. Os quatro mais bem colocados se classificam para as semifinais.
Na semifinal, disputada em jogos de ida e volta, o 1º colocado na Primeira Fase enfrenta o 4º e o 2º enfrenta o 3º. Os vencedores vão à final, também disputada em ida e volta.
Na semifinal e na final, os clubes com melhor campanha na Primeira Fase jogam com vantagem de dois resultados iguais. O campeão e o vice disputarão a Copa do Brasil de 2014. O melhor classificado disputará a Série D de 2013.
Faltando duas semanas para o início da competição, o Independência Futebol Clube, 3º colocado do estadual 2012, alegou crise financeira e pediu o licenciamento. O Alto Acre Futebol Club, equipe rebaixada no ano anterior, foi convidado a participar da competição e entrou no lugar do Tricolor de Aço.

## Primeira Fase

### Classificação
|  |    | Equipes           | PG | J  | V  | E | D  | GP | GC | SG  |
|  | -- | ----------------- | -- | -- | -- | - | -- | -- | -- | --- |
|  | 1. | Rio Branco        | 34 | 14 | 11 | 1 | 2  | 44 | 8  | +36 |
|  | 2. | Atlético          | 30 | 14 | 9  | 3 | 2  | 24 | 13 | +11 |
|  | 3. | Plácido de Castro | 28 | 14 | 9  | 1 | 4  | 24 | 14 | +10 |
|  | 4. | Galvez            | 22 | 14 | 6  | 4 | 4  | 29 | 15 | +14 |
|  | 5. | Juventus          | 20 | 14 | 6  | 2 | 6  | 33 | 27 | +6  |
|  | 6. | Alto Acre         | 11 | 14 | 3  | 2 | 9  | 18 | 31 | -13 |
|  | 7. | Andirá            | 9  | 14 | 2  | 3 | 9  | 14 | 39 | -24 |
|  | 8. | Náuas             | 5  | 14 | 1  | 2 | 11 | 14 | 53 | -39 |

|  |                                   |
|  | Zona de classificação à Semifinal |
|  | Zona de rebaixamento              |

### Desempenho por rodada
Clubes que lideraram ao final de cada rodada:
| Rodadas | Rodadas | Rodadas | Rodadas | Rodadas | Rodadas | Rodadas | Rodadas | Rodadas | Rodadas | Rodadas | Rodadas | Rodadas | Rodadas | Rodadas | Rodadas | Rodadas | Rodadas | Rodadas | Rodadas | Rodadas |
| ------- | ------- | ------- | ------- | ------- | ------- | ------- | ------- | ------- | ------- | ------- | ------- | ------- | ------- | ------- | ------- | ------- | ------- | ------- | ------- | ------- |
| 1       | 2       | 3       | 4       | 5       | 6       | 7       | 8       | 9       | 10      | 11      | 12      | 13      | 14      | 15      | 16      | 17      | 18      | 19      | 20      | 21      |
| ATL     | RBC     | RBC     | PCT     | PCT     | RBC     | PCT     | PCT     | PCT     | PCT     | PCT     | PCT     | RBC     | RBC     | RBC     | RBC     | RBC     | RBC     | RBC     | RBC     | RBC     |

Clubes que ficaram na última posição ao final de cada rodada:
| Rodadas | Rodadas | Rodadas | Rodadas | Rodadas | Rodadas | Rodadas | Rodadas | Rodadas | Rodadas | Rodadas | Rodadas | Rodadas | Rodadas | Rodadas | Rodadas | Rodadas | Rodadas | Rodadas | Rodadas | Rodadas |
| ------- | ------- | ------- | ------- | ------- | ------- | ------- | ------- | ------- | ------- | ------- | ------- | ------- | ------- | ------- | ------- | ------- | ------- | ------- | ------- | ------- |
| 1       | 2       | 3       | 4       | 5       | 6       | 7       | 8       | 9       | 10      | 11      | 12      | 13      | 14      | 15      | 16      | 17      | 18      | 19      | 20      | 21      |
| NAU     | NAU     | NAU     | NAU     | NAU     | NAU     | NAU     | NAU     | NAU     | NAU     | NAU     | NAU     | NAU     | NAU     | ALT     | NAU     | NAU     | NAU     | NAU     | NAU     | NAU     |

## Fase Final
|  | Semifinais        | Semifinais              | Semifinais | Semifinais |   |            | Final | Final | Final | Final |
|  |                   |                         |            |            |   |            |       |       |       |       |
|  | Galvez            | 1                       | 1          | 2          |   |            |       |       |       |       |
|  | Rio Branco        | 1                       | 5          | 6          |   |            |       |       |       |       |
|  | Rio Branco        | 1                       | 5          | 6          |   | Rio Branco | 2     | 0(2)  | 2     |       |
|  |                   |                         |            |            |   | Rio Branco | 2     | 0(2)  | 2     |       |
|  |                   | Plácido de Castro (pen) | 0          | 3(4)       | 3 |            |       |       |       |       |
|  | Plácido de Castro | Plácido de Castro (pen) | 0          | 3(4)       | 3 | 1          | 0     | 1     |       |       |
|  | Plácido de Castro |                         |            |            |   | 1          | 0     | 1     |       |       |
|  | Atlético          | 0                       | 0          | 0          |   |            |       |       |       |       |

## Premiação
| Campeonato Acriano de 2013                                |
| --------------------------------------------------------- |
| PLÁCIDO DE CASTRO (Plácido de Castro) Campeão (1º título) |

### Seleção do Campeonato[5]
| Posição          | Jogador           | Clube             |
| Goleiro          | Robson            | Plácido de Castro |
| Lateral-direito  | Chumbo            | Galvez            |
| Zagueiro         | Gilson            | Plácido de Castro |
| Zagueiro         | Érick             | Rio Branco        |
| Lateral-esquerdo | Matheus           | Atlético Acreano  |
| Volante          | Dime              | Plácido de Castro |
| Volante          | Leandro Jucá      | Galvez            |
| Meia             | Wellington Cabeça | Plácido de Castro |
| Meia             | Testinha          | Rio Branco        |
| Atacante         | Aílton            | AC Juventus       |
| Atacante         | Juliano César     | Rio Branco        |
| Técnico          | Nilton Néry       | Plácido de Castro |
| ---------------- | ----------------- | ----------------- |